# 贝尔切托
贝尔切托（義大利語：Berceto），是意大利帕尔马省的一个市镇。总面积131.58平方公里，人口2215人，人口密度16.8人/平方公里（2009年）。ISTAT代码为034004。